# F.I.S.T.
F.I.S.T. é um filme estadunidense de 1978 dirigido por Norman Jewison e estrelado por Sylvester Stallone. 
Stallone interpreta Johnny Kovak, um trabalhador de armazém de Cleveland que se envolve na liderança sindical do ficcional "Federação de Inter Estado Caminhoneiros". Ele acha que ele deve sacrificar seus princípios, como ele se move para cima através da união e as tentativas para expandir sua influência. O filme é vagamente baseado no sindicato Teamsters e seu ex-presidente Jimmy Hoffa.
Muitos atores e atrizes conhecidos aparecem em F.I.S.T., incluindo Kevin Conway, Brian Dennehy, Rod Steiger, Melinda Dillon, Richard Herd e Peter Boyle.

## Resumo
Em Cleveland, nos anos 30, empregado de uma fábrica rebela-se contra o trabalho escravo e se filia ao sindicato dos motoristas de caminhão (F. I. S. T). Ao longo de 30 anos, ele se tornará um poderoso sindicalista, envolvendo-se com o crime organizado. Dramático retrato de uma parte do sindicalismo pioneiro americano, em biografia não muito disfarçada do poderoso pelego Jimmy Hoffa, que desapareceu sem deixar rastros. 

## Elenco

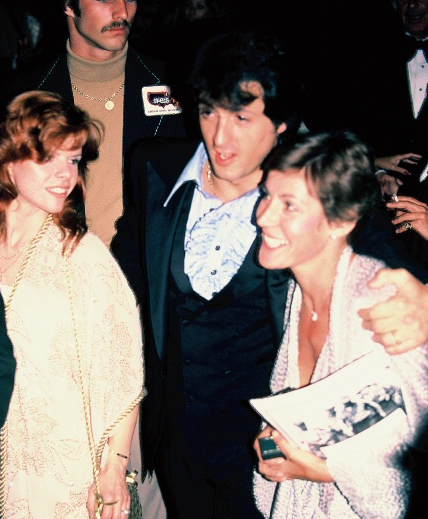
Helen Reddy e Sylvester Stallone em uma festa privada após a estreia do filme F.I.S.T., em 1978.

- Sylvester Stallone como Johnny Kovak
- Rod Steiger como Senador Madison
- Peter Boyle como Max Graham
- Melinda Dillon como Anna Zarinkas
- David Huffman como Abe Belkin
- Kevin Conway como Vince Doyle
- Tony Lo Bianco como Babe Milano
- Cassie Yates como Molly
- Peter Donat como Arthur St. Clair
- John Lehne como Mr. Gant
- Henry Wilcoxon como Win Talbot
- Richard Herd como Mike Monahan
- Tony Mockus Jr. como Tom Higgins
- Ken Kercheval como Bernie Marr
- Elena Karam como Mrs. Zarinkas
- Joe Tornatore como Angel
- James Karen como Andrews
- Stuart Gillard como Phil Talbot
- Brian Dennehy como Frank Vasko
- Sam Chew Jr. como Peter Jacobs
- Robert Lipton como Dave Roberts
- John Bleifer como Mishka
- Frank McRae como Lincoln Dombrowsky
- Rozsika Halmos como Mrs Kovak
- Anthony Kiedis (creditado como Cole Dammett) como Kevin Kovak
- Earl Montgomery como Russell Langley
- René LeVant como Repórter do Jornal
- Vincent Williams como Mr. Burke, Mestre de Obras com Luvas na Fábrica

## Locais
A maior parte da filmagem foi feita em Dubuque, Iowa. Dubuque foi escolhido em primeiro lugar, porque as partes mais antigas da cidade mais parecia com Cleveland dos anos 1930 do que Cleveland estava na época, e em segundo lugar por causa da ausência de antenas de televisão montado no telhado devido a maioria das casas que têm televisão a cabo. Devido às grandes blefes, excesso pelo ar de sinais de televisão tiveram problemas para alcançar as casas em áreas baixas, por isso um sistema de cabo foi desenvolvido em meados dos anos 1950, que era consideravelmente mais cedo do que muitos outros municípios.
Alguns locais utilizados na produção do filme incluídas St. Raphael's Cathedral, Sacred Heart Church, o Fourth Street Elevator, E.J. Voggenthaler Co. e Dubuque Star Brewery. As filmagens também foram feitas na antiga empresa de fabricação Caradco em Dubuque. Partes do edifício Caradco foram equipados com novas janelas que foram então propositadamente quebradas para as filmagens. As janelas foram substituídas no fim de filmagem. Outros locais de Dubuque que eram também visíveis no final do filme foram os Dubuque County Courthouse and Saint Mary's Catholic Church.
Algumas filmagens também foram feitas na cidade inglesa Sheffield.